# Lil Chill
Lil Chill (рус. Маленький расслабон) — шестой мини-альбом российского рэп-исполнителя GONE.Fludd, выпущенный 19 февраля 2021 года лейблом Sony Music Russia через цифровую дистрибуцию. После выхода пластинки Александр «GONE.Fludd» Смирнов презентовал её в рамках мини-турне по трём городам: Москве, Новосибирску и Санкт-Петербургу. Намёки на выход альбома в первой половине 2021 года Александр делал ещё в начале декабря 2020 года. Полноценный анонс Lil Chill состоялся 30 декабря на YouTube-подкасте рэпера Iroh — товарища Александра по объединению Glam Go Gang!.
В Lil Chill вошло десять композиций, из которых шесть — полноценные треки, ещё четыре — скиты — короткие музыкальные скетчи, служащие связующим звеном между песнями. Продюсированием альбома занялись Cakeboy, Money Flip, Murdflex, Slidinmoon, Lagune, Shvrp Prickles и Presco Lucci; гостевые появления других артистов отсутствуют. В поддержку пластинки были выпущены синглы «Dream Garden» и «Пацаны II», последний из которых является обновлённой версией трека из альбома Voodoo Child. Позже, в сентябре 2021 года, в качестве сингла вышла акустическая версия трека «UFO Luv» с Lil Chill.
Альбом был принят положительно. Профильные журналисты отмечали, что с Lil Chill GONE.Fludd возвращает былую форму и звучание его наиболее успешных релизов: студийного альбома Boys Don’t Cry и мини-альбома «Суперчуитс». Похвалы удостоилась работа Александра с текстом, образами и метафорами и более размеренные и спокойные мелодии в сравнении с жёсткой «Одиночной психической атакой». Также Lil Chill удалось занять лидирующие позиции в чартах Apple Music в нескольких странах и набрать более 1,25 млн прослушиваний во «ВКонтакте» за первый день после релиза.

## Создание и релиз

### Предыстория
Lil Chill, маленький расслабон. Приятная музыка, которую можно послушать лежа на диване и просто кайфануть. Мне кажется, стала ощущаться некая напряженность, и тогда я подумал — пора написать классную музыку с вайбом, чисто для души.
После успешного выхода студийного альбома Boys Don’t Cry и мини-альбома «Суперчуитс» GONE.Fludd добился популярности и звания «главного рэп-открытия 2018 года». Неожиданное обретение известности вылилось в эмоциональное и моральное перегорание, в усталость от сложившегося «яркого» образа. Вследствие этого Александр решает резко сменить имидж, срезая свои дреды, бывшие до этого частью образа «яркого» GONE.Fludd, и выпускает мини-альбом «Одиночная психическая атака» (2019), чьё звучание кардинально отличалось от предыдущих двух пластинок, став более тяжёлым и агрессивным. Темы, поднимаемые рэпером в песнях, также изменились: теперь тексты содержали в себе размышления на темы психических расстройств, усталости и депрессии. Все эти темы Александр продолжил в следующем студийном альбоме Voodoo Child, вышедшем 29 мая 2020 года.
Последующие шесть месяцев с выхода Voodoo Child GONE.Fludd делает перерыв в собственном творчестве, переключаясь на гостевые участия в работах других артистов. С куплетами Александра 3 и 5 июня 2020 года выходят песни «Hard to Buff» рэпера Yanix (в рамках альбома SS 20) и «Останови меня» рэпера Iroh (в рамках альбома «Моя преступность») соответственно. 6 июля в рамках YouTube-шоу «Поменялись хитами» на канале «Студия 69» GONE.Fludd и поп-панк дуэт Кис-кис исполнили каверы на наиболее популярные и известные песни друг друга: Кис-кис перепели «Кубик льда» из альбома Boys Don’t Cry, а GONE.Fludd — песню «Вторник» из мини-альбома «Магазин игрушек для взрослых». Алина и Софья, участницы Кис-кис, оценили работу Александра и дали разрешение на дальнейшее исполнение его версии их песни, после чего уже на следующий день состоялся релиз кавера на стриминговых площадках. 18 ноября 2020 года состоялся выход первого сингла с на тот момент ещё не анонсированного Lil Chill — песня «Пацаны II», являющаяся изменённой версией трека «Пацаны» с Voodoo Child.
Название будущей работы GONE.Fludd анонсировал 3 декабря 2020 года в своём аккаунте Твиттер, добавив, что выпустит его в начале 2021 года. 30 декабря GONE.Fludd в гостях на подкасте коллеги по Glam Go Gang! рэпера Iroh раскрыл первые подробности о новом альбоме. Так, из-за того, что артист стал ощущать некую «напряжённость», он решил написать альбом, полный «приятненькой музыки, под которую можно полежать на диване». Он уточнил, что выход Lil Chill предположительно состоится в марте, тем не менее не назвав конкретной даты, а также то, что размещение его на цифровые площадки состоится в начале января. Несмотря на это, о размещении пластинки GONE.Fludd сообщил только в начале февраля 2021 года в сторис своего Инстаграм-аккаунта, уточнив, что его выход состоится не в марте, как предполагалось ранее, а уже в феврале. Помимо этого в начале февраля, а именно третьего числа, вышел второй сингл из альбома — «Dream Garden».

### Запись
Для написания альбома GONE.Fludd пригласил знакомых музыкантов, с которыми уже имел опыт работы над предыдущими релизами. Так, помимо инструменталов созданных Cakeboy — товарищем рэпера по Glam Go Gang! — Александр использовал работы Money Flip, Murdflex, Slidinmoon, Lagune, Shvrp Prickles и Presco Lucci. Ранее Shvrp Prickles и Lagune совместно сочинили для GONE.Fludd музыку для сингла «Проснулся в темноте», а Shvrp Prickles спродюсировал четыре трека для наиболее популярного альбома рэпера, Boys Don’t Cry, в том числе хит «Кубик льда»; Александр Murdflex, битмейкер родом из Красноярска, кроме оригинальной версии «Пацанов» приложил руку к нескольким трекам из мини-альбома «Одиночная психическая атака», как и Presco Lucci, которому, помимо прочего, принадлежит сингл «Humansuit». Slidinmoon также принимал участие в работе над «Одиночной психической атакой», а Money Flip ответственен за написание сингла «Soulcalibur Luv» из альбома Voodoo Child.
Продюсированием «UFO Luv» занимались Shvrp Prickles и Lagune. Описывая методику совместной работы, Shvrp Prickles заявил, что за создание основной части мелодии, «лупа», отвечает Lagune, затем уже сам Shvrp Prickles дорабатывает его в черновой вариант трека на основе лупа. Таким образом битмейкеры создают демозапись, которая затем отправляется исполнителям «на пробу», и в случае, если демозапись приглянулась кому-либо, они дорабатывают её в полноценный трек. Музыку для «Пацанов II» спродюсировал Murdflex. Он стал автором основной части бита, дополненного перебивками Cakeboy в местах с новыми куплетами. По словам Murdflex, на создание бита, имитирующего мелодию музыкальной шкатулки, его вдохновила открывающая сцена из первого эпизода аниме-сериала Cowboy Bebop, на фоне которой играла композиция «Memory» авторства Ёко Канно. Обновлённая версия трека с новыми куплетами появилась благодаря негодованию поклонников GONE.Fludd, которым показалось неудачным наличие в треке сегмента с использованием вокальной техники скриминга, полностью контрастирующего по звучанию с остальной частью трека, в целом лирической и мелодичной песни. Они стали требовать от GONE.Fludd выпустить версию «Пацанов» без упомянутого отрывка, оставив в итоге только мелодичную часть песни.

### Выход
Релиз мини-альбома состоялся 19 февраля 2021 года на лейбле Sony Music Russia через цифровую дистрибуцию. После релиза пластинки в её поддержку GONE.Fludd провёл мини-тур «Voodoo Child Tour», состоявший из выступлений в трёх крупнейших городах России: 26 февраля в Москве на «Adrenaline Stadium», 3 марта — в Новосибирске в «Подземке», 19 марта — в Санкт-Петербурге на «A2 Green Concert». Помимо Lil Chill на выступлениях состоялась презентация и двух предыдущих альбомов — Voodoo Child и «Одиночной психической атаки». Рэпер некоторое время намекал в соцсетях на создание и выпуск клипа на песню «Пацаны II». В итоге музыкальное видео было выпущено 11 марта 2021 года на видеохостинге YouTube, почти через месяц после релиза Lil Chill. Клип был снят бюро «Рабочее название», режиссёром выступил Феликс Умаров. Главную роль в сюжете музыкального видео исполнил сам Александр; помимо него в съёмках также принял участие его битмейкер Cakeboy. Сюжет экранизации «Пацанов II» повествует о попадании GONE.Fludd в автомобильную аварию, в результате которой он получает серьёзные травмы. Спасти удаётся лишь голову рэпера, которую помещают в колбу с водой. Несмотря на случившееся, GONE.Fludd продолжает весело проводить время с друзьями и соблазнять девушек.
Изначально GONE.Fludd собирался выпустить расширенную «Делюкс» версию Lil Chill с новыми песнями, по объёму приближённую к полноформатному альбому. Её выход должен был состояться через несколько месяцев после выпуска оригинального Lil Chill, однако вместо этого GONE.Fludd заявил, что альбом отменён, а вместо него выйдет вторая часть одной из его дебютных работ — High Lust II (с англ. — «Сильная похоть»), создание которой длительное время откладывалось. В интервью радиостанции Studio 21 рэпер объяснял такое решение тем, что во время написания и записи новых песен для «Делюкса» они стали напоминать звучание песен альбома High Lust. Всё в том же интервью GONE.Fludd рассказывает о планах снять клип на песню «UFO Luv». 15 сентября 2021 года выходит новая «лайв» версия песни и клип на неё на видеохостинге YouTube. Новая версия песни отличается аранжировкой: теперь вместо оригинального бита от Shvrp Prickles и Lagune «UFO Luv» исполняется «вживую» с музыкальным оркестром и женским хором на бэк-вокале.

## Содержание

### Концепция и характеристика альбома
Альбом ознаменовал возвращение рэпера к более лёгкому и спокойному звучанию его наиболее успешных релизов — «Суперчуитс» и Boys Don’t Cry. Согласно идее Lil Chill, являющейся концептуальным нарративным альбомом, все треки пластинки представляют собой отрывок вещания вымышленной радиостанции «Шипучка», которую ведёт существо под именем «Пузырёк». Эта концептуальность отражается в скитах между треками, во время которых «Пузырёк» общается со слушателями и объявляет следующую песню, а также её вымышленного автора. Так, автором «UFO Luv» в ските «Алло!» указан выдуманный исполнитель Джорно Бонгусто, а автором песни «Сок» — некто под именем Chilla Thrilla, на деле являющийся одним из творческих псевдонимов Александра «GONE.Fludd» Смирнова. Изначально Александр даже хотел выпустить альбом полностью под псевдонимом Chilla Thrilla, однако впоследствии отказался от идеи. Идея об «альбоме-радиостанции» пришла Александру не сразу: по его словам, поначалу вектором создания было «записать альбом с супер тупой музыкой, прям с наитупейшей, но из-за этого привлекательной». Впоследствии к этому добавилась концепция радиостанции, вдохновлённая собственным Телеграм-каналом Александра, «Радио „Шипучка“», на который он отсылается в названии первого трека из альбома. Разрабатывая звучание концептуальных скитов, GONE.Fludd вдохновлялся радиостанцией Studio 21.
Lil Chill содержит десять песен общей продолжительностью в 19 минут, шесть из них полноценные треки, а четыре — скиты. Гостевые появления других артистов на пластинке отсутствуют. В поддержку альбома было выпущено несколько синглов: «Пацаны II» и «Dream Garden», на первый из которых вышел музыкальный клип. Уже после выхода альбома состоялся выпуск акустической версии «UFO Luv» вместе с экранизацией трека.

### Композиции

#### «Радио „Шипучка“»
Открывающий альбом скит, в котором GONE.Fludd в образе радиоведущего диджея «Пузырька» приветствует слушателей на вымышленной радиостанции «Шипучка». Музыка к скиту была написана битмейкером под псевдонимом Presco Lucci.

#### «Сок»
Первый полноценный трек с Lil Chill «Сок», музыку к которому написали Lagune и Slidinmoon. В песне GONE.Fludd поёт о своих достижениях, используя образ сока.

#### «Алло! (Скит)»
Скит, предваряющий трек «UFO Luv». По его сюжету, песню о межпланетной любви заказывает пришелец по имени «Скр», влюбившийся в девушку с Земли, по совпадению также слушающую радио «Шипучка». Музыка для «Алло!» была написана Cakeboy, с которым GONE.Fludd плотно сотрудничает.

#### «UFO Luv»
«UFO Luv» (рус. Межпланетная любовь) представляет собой лиричную песню о непростых любовных взаимоотношениях инопланетянина и земной девушки. Продюсированием песни занимались музыканты Shvrp Prickles и Lagune. Текст «UFO Luv» был написан самим Александром «GONE.Fludd» Смирновым. В интервью Studio 21 он отмечал, что «UFO Luv» стала для него первой песней, чью лирику и сюжет он прорабатывал осознанно и более планомерно. Он назвал её одной из наиболее удачных своих последних релизов, однако сетовал на слабое принятие песни аудиторией:
Из последних, я считаю, что „UFO Luv“ очень крепкий трек. Потому что это был первый трек, где я читал про то, как писать сценарии, в чём заключается смысл истории интересной. В общем, это сторителлинг осознанный. У меня до этого были сторителлинги, но я об этом не думал, а сейчас я просто решил об этом подумать и вникнуть лучше. Поэтому, думаю, „UFO Luv“ отличный трек и он недооценён — что-нибудь сделаю с этим скоро.

#### «Chill»
Плейлист продолжается треком «Chill», спродюсированным Presco Lucci. В начале трека используется отрывок из мультсериала «Гетто».

#### «XXX (Скит)»
Скит, в котором диджей «Пузырёк», используя метафоричные образы газировки, придумывает различные фразы для заигрывания с девушками, прежде чем анонсировать следующую песню. Музыку к скиту сочинил Shvrp Prickles.

#### «Делай Как Хочется»
Трек, в котором GONE.Fludd призывает не обращать внимания на мнение общества и «правила» и делать так, как считаешь нужным. Спродюсирована Cakeboy.

#### «Dream Garden»
«Dream Garden» (рус. Сад грёз) — второй сингл из мини-альбома, выпущенный 3 февраля 2021 года. Продюсированием трека занимался Money Flip, музыкант родом из Санкт-Петербурга. До этого почти за неделю до релиза сингла GONE.Fludd выложил его сниппет. В «Dream Garden» Александр Смирнов читает о садах грёз, в которых он оказывается во время мечтаний в расслабленной обстановке, и выражает безразличие к ненавистникам своего творчества.

#### «Доброго Времени Суток»
Скит, предваряющий последний трек альбома, «Пацаны II». В конце скита содержится намёк на выпуск делюкс издания Lil Chill, содержащего дополнительные песни.

#### «Пацаны II»
«Пацаны II» является обновлённой версией трека из четвёртого по счёту студийного альбома GONE.Fludd, Voodoo Child, созданной по просьбам фанатов, недовольных звучанием оригинала. Музыку спродюсировал битмейкер родом из Красноярска Александр Murdflex. В «Пацанах» GONE.Fludd продолжает размышления о жизни, поёт о мужской дружбе и преданности своим товарищам из Glam Go Gang!, о пустоте и бессмысленности славы и денег на фоне этой самой дружбы. Выход сингла состоялся 18 ноября 2020 года. После его выхода GONE.Fludd какое-то время намекал поклонникам на создание и выпуск клипа на «Пацанов II». По итогу выход музыкального видео состоялся 11 марта 2021 года на видеохостинге YouTube, которое по состоянию на 23 сентября 2021 года набрало больше 3 миллионов просмотров. Клип был снят бюро «Рабочее название», режиссёром выступил Феликс Умаров.

## Восприятие
Lil Chill получила в целом хвалебные отзывы от профильных журналистов. Рецензенты и критики отмечали, что звучание альбома напоминает наиболее успешные альбомы GONE.Fludd — Boys Don’t Cry и «Суперчуитс» — и отошло от мрачности и агрессивности «Одиночной психической атаки». Помимо этого Lil Chill удалось достичь лидирующих позиций в чартах Apple Music в России, Украине, Эстонии и Кыргызстана, набрать более 1,25 млн прослушиваний в социальной сети «ВКонтакте» за первый день после релиза и закрепить многие из треков альбома, вроде «UFO Luv» и «Сок», в топе чартов музыкальных сервисов BOOM, Apple Music и Spotify также за сутки после релиза.
Руслан Тихонов из «ТНТ Music» в подборке треков недели 15—19 февраля посчитал, что мини-альбом должен будет понравиться тем фанатам, что остались разочарованными в звучании Voodoo Child, и что GONE.Fludd удалось «воссоздать звук сладостного R&B из нулевых и вновь показать себя отличным мелодистом». Отдельно Тихонов выделил трек «UFO Luv», который назвал «романтическим хитом». Был отмечен трек «Dream Garden», попавший в плейлист «Лучшие треки февраля» с наиболее интересными по мнению редакции «ТНТ Music» треками месяца и в подборку треков недели 1—7 февраля. Помимо этого Тихонов выразил удивление, что, если раньше GONE.Fludd выделялся своими альбомами, то теперь же большей популярностью пользуются синглы, вплоть до того, что рэперу «приходится выпускать исправленные версии треков, как это было с „Пацанами“». В целом мини-альбом был встречен рецензентом положительно, по мнению Руслана с «вайбовым» Lil Chill GONE.Fludd успешно восстанавливает прежнюю форму.
Информационное агентство InterMedia назвало Lil Chill «расслабленным, но техничным релизом», а редакция российского хип-хоп-портала Rap.ru, сравнивая Lil Chill с предыдущим альбомом исполнителя Voodoo Child, заметила, что в Lil Chill включена более спокойная и расслабляющая музыка. Оксана Скибун из онлайн-издания SRSLY отметила, что все десять треков сделаны в стиле «того самого „позитивного рэпа“ в лучших традициях „Суперчуитс“ и Boys Don’t Cry». Валерия Басова, представляющая ресурс Buro247, назвала уход Александра от «хайп-треков» к музыке для души крайне похвальным, а трек «Dream Garden» — достойным. Звучание альбома в целом было описано как лёгкое R&B с «вайбом нулевых». «Афиша Daily» включила песню «UFO Luv» в плейлист «Выбор „Афиши“ #4», в котором собрала 20 лучших по мнению редакции издания треков недели. Lil Chill был включён в список «Топ-50 отечественных альбомов 2021» издания The Flow, в котором совместно с Digital Fantazy занял 12 место.
По мнению Сергея Мезенова, музыкального критика издания «Кольта», «GONE.Fludd, судя по всему, эффективнее всего работает в режиме выставления себе какой-то формальной задачи, которую он затем с успехом решает на альбоме». Так, последняя пара альбомов рэпера были посвящены проработке техники читки в жестковатой форме «воспевания собственной исполнительской крутости». В новом же альбоме, как считает Мезенов, GONE.Fludd возвращается к звучанию хитового «Суперчуитс», к «психоделической лёгкости» и приёму по использованию метафор и образов в рамках какой-то общей тематики (сок, газировка, инопланетяне). Мезенов крайне положительно отозвался об умении рэпера работать с образами и посчитал, что «солнечно-любвеобильный» стиль исполнения удаётся у GONE.Fludd гораздо лучше его «технологического». Мезенов отметил, что в таком «светлом ключе в русском рэпе выступает катастрофически мало артистов — а уж на фладдовском уровне исполнения и вовсе нет никого». Подытоживает автор рассуждениями, что будет, если артист всё же решится объединить два своих стиля («любвеобильный» и «технологический») в один, в рамках которого создаст альбом-высказывание, и почему рэпер до сих пор не поступил подобным образом.

### Обвинение в плагиате
После выхода альбома с обвинениями в сторону GONE.Fludd выступил рэпер МС Сенечка, ранее с которым GONE.Fludd неоднократно работал: впервые МС Сенечка написал бит для трека, вышедшего в альбоме объединения Glam Go Gang!, затем — для песни «Kill La Kill» из альбома «Одиночная психическая атака». В посте в своём Твиттер-аккаунте Сенечка сравнил звучание инструментала песни «Сок» с Lil Chill и своего трека «Чилл» из альбома «Звуки», вышедшего годом ранее. В комментарии изданию The Flow он так описывал претензию:
Я могу сделать презентацию, в которой разложу барабаны, которые там просто перестучали, припев, который чуть ли не в той же самой тональности, короткий басец с тем же ритмом, флоу похожи ритмически и фишечками иногда.
На момент заявления GONE.Fludd никак не прокомментировал ситуацию. Позже в сторис своего Инстаграм-аккаунта Сенечка объявил, что, переговорив с Александром, пришёл к выводу, что схожесть двух треков — не более чем совпадение.

## Список композиций
| №                   | Название                | Текст песни         | Музыка                | Длительность |
| ------------------- | ----------------------- | ------------------- | --------------------- | ------------ |
| 1.                  | «Радио «Шипучка»»       | Александр Смирнов   | Presco Lucci          | 1:00         |
| 2.                  | «Сок»                   | Александр Смирнов   | Lagune Slidinmoon     | 2:13         |
| 3.                  | «Алло! (Скит)»          | Александр Смирнов   | Cakeboy               | 0:44         |
| 4.                  | «UFO Luv»               | Александр Смирнов   | Shvrp Prickles Lagune | 3:34         |
| 5.                  | «Chill»                 | Александр Смирнов   | Presco Lucci          | 2:07         |
| 6.                  | «XXX (Скит)»            | Александр Смирнов   | Shvrp Prickles        | 0:24         |
| 7.                  | «Делай Как Хочется»     | Александр Смирнов   | Cakeboy               | 2:24         |
| 8.                  | «Dream Garden»          | Александр Смирнов   | Money Flip            | 2:04         |
| 9.                  | «Доброго Времени Суток» | Александр Смирнов   |                       | 0:51         |
| 10.                 | «Пацаны II»             | Александр Смирнов   | Murdflex              | 3:37         |
| Общая длительность: | Общая длительность:     | Общая длительность: | Общая длительность:   | 18:58        |

## Чарты
| Чарт (2021)              | Высшая позиция |
| ------------------------ | -------------- |
| Россия (Apple Music)     | 1              |
| Украина (Apple Music)    | 1              |
| Кыргызстан (Apple Music) | 10             |
| Молдова (Apple Music)    | 27             |
| Казахстан (Apple Music)  | 45             |
| Финляндия (Apple Music)  | 122            |
| Эстония (Apple Music)    | 144            |